# 拉鲁维耶尔
拉鲁维耶尔（法語：La Rouvière，法語發音：[la ʁuvjɛʁ]）是法国加尔省的一个市镇，属于尼姆区。

## 地理
拉鲁维耶尔（43°55'52"N, 4°14'7"E）面积7.9 平方千米，位于法国奧克西塔尼大區加尔省，该省份为法国南部沿海省份，南端濒地中海，北起顺时针与阿尔代什省、沃克吕兹省、罗讷河口省、埃罗省、阿韦龙省和洛泽尔省接壤。
与拉鲁维耶尔接壤的市镇（或旧市镇、城区）包括：拉卡尔梅特、加让、蒙蒂尼亚尔格、尼姆、圣博泽利、圣热涅斯-德马尔瓜雷斯。

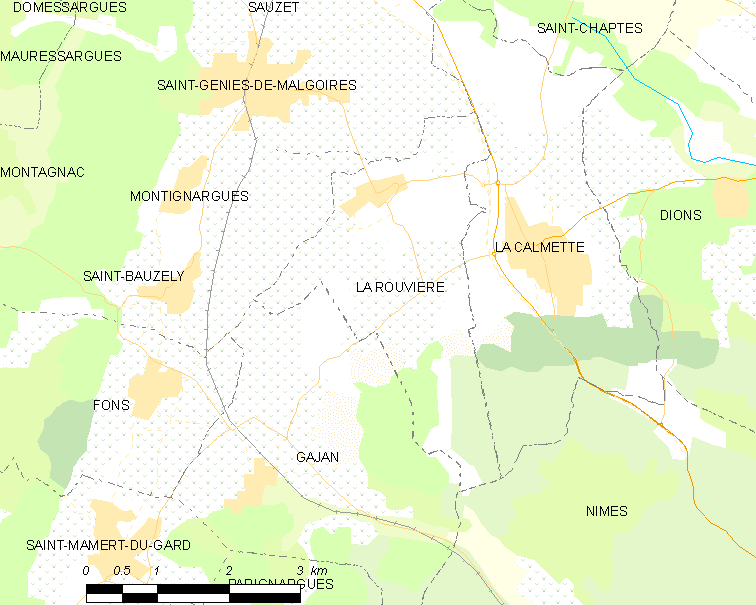
拉鲁维耶尔的OSM定位图

拉鲁维耶尔的时区为UTC+01:00、UTC+02:00（夏令时）。

## 行政
拉鲁维耶尔的邮政编码为30190，INSEE市镇编码为30224。

## 政治
拉鲁维耶尔所属的省级选区为卡尔维松县。

## 人口

1962-2008年间拉鲁维耶尔人口变化图示

拉鲁维耶尔于2022年1月1日时的人口数量为664人。